# James Petigru Boyce
James Petigru Boyce (Charleston, Carolina del Sur, Estados Unidos, 11 de enero de 1827 -  Pau, Francia, 28 de diciembre de 1888) fue un teólogo, predicador, misionero, escritor y erudito bíblico bautista reformado estadounidense conocido por haber sido el fundador y primer presidente del Seminario Teológico Bautista del Suroeste.

## Biografía

### Primeros años
James Petigru Boyce nació en Charleston, Carolina del Sur, Estados Unidos, 11 de enero de 1827. Se educó en la Universidad Brown con Francis Wayland, cuyos sermones evangélicos contribuyeron a la conversión de Boyce, y en el Princeton Theological Seminary con Charles Hodge, quien llevó a Boyce a apreciar la teología calvinista.

### Carrera
Después de completar sus estudios en el Princeton Theological Seminary, se desempeñó como pastor de la Iglesia Bautista Columbia SC y como miembro de la facultad en la Universidad Furman. En 1859 fundó el Seminario Teológico Bautista del Suroeste en Greenville, Carolina del Sur. El seminario se vio obligado a cerrar durante la Guerra Civil, y durante este período Boyce sirvió como capellán en el ejército confederado y como representante en la legislatura de Carolina del Sur.
Después de que terminó la guerra, reinició el seminario y lo trasladó a Louisville, Kentucky. Enseñó teología desde 1859 hasta su muerte en 1888 y se desempeñó como presidente de la institución. A lo largo de su ministerio, Boyce insistió en la importancia de la educación teológica para todos los ministros. En un prefacio, describió su Resumen de teología sistemática, publicado el año anterior a su muerte, como sigue: "Este volumen se publica más como un libro de texto práctico, para el estudio del sistema de doctrina enseñado en la Palabra de Dios, que como una contribución a la ciencia teológica".

### Muerte
Boyce murió en Pau, Francia, el 28 de diciembre de 1888. Había viajado a Europa con su familia a principios de julio de 1888 y esperaba viajar al extranjero durante varios meses. Los informes de noticias en ese momento indicaron que había estado sufriendo de gota y que mientras viajaba su condición empeoró y se volvió fatal.